# Rodri (ur. 1984)
Rodri, właśc. Sergio Rodríguez García (ur. 17 sierpnia 1984 w Mataró) – hiszpański piłkarz występujący na pozycji środkowego obrońcy. Wychowanek FC Barcelona.